# ビアルミア (小惑星)
ビアルミア (1146 Biarmia) は、小惑星帯（メインベルト）の小さめの小惑星。ソ連の天文学者グリゴリー・ニコラエヴィチ・ネウイミンが発見した。
ヴァイキングの伝説上の国、ビャルマランド (en:Bjarmaland) から命名された。